# Pietro Gravina
Pietro Gravina (Montevago, 1749-Palermo, 1830) fue un eclesiástico católico italiano, que ocupó la Nunciatura apostólica de España entre 1803 y 1816, durante los reinados de Carlos IV y de Fernando VII. El año que dejó el cargo fue ordenado cardenal por el papa Pío VII. Su hermano fue Federico Gravina, uno de los jefes de la Armada Española en la batalla de Trafalgar (1805) .

## Biografía
En 1803 fue nombrado nuncio apostólico ante la corte de Carlos IV de España en sustitución de Filippo Casoni.
Cuando se produjo la invasión napoleónica de 1808 marchó a Cádiz junto con los miembros de la Regencia que habían asumido el poder en nombre del rey Fernando VII, cautivo en Francia, y de los diputados elegidos para las Cortes convocadas por la Junta Suprema Central. 
Tras la aprobación de la Constitución de 1812, las Cortes de Cádiz decretaron la abolición de la Inquisición española en febrero de 1813. Gravina, junto con la mayoría de la jerarquía eclesiástica española, se opuso frontalmente y  organizó en 1813 una campaña contra las Cortes que tuvo como punto central la supresión de la Inquisición pero que en realidad iba dirigida contra todos los cambios aprobados por ellas y que habían puesto fin al Antiguo Régimen en España. La campaña comenzó inmediatamente después de la aprobación del decreto, pues ya el 5 de marzo Gravina hizo un llamamiento a los párrocos españoles para que desobedecieran la orden de leer durante tres domingos consecutivos en la misa mayor la Memoria en la que se justificaba la supresión de la Inquisición. A causa de esta proclama fue obligado a abandonar España, aunque continuó dirigiendo la campaña reaccionaria desde Portugal alegando en los escritos que envió a los obispos que en España se había producido un "cisma". Una prueba de la eficacia de la campaña fue el hecho de que en marzo de 1814 aún había diócesis en que no se habían publicado los decretos ni leído la Memoria, según comunicó a las Cortes reunidas en Madrid García Herreros, secretario de Estado de Gracia y Justicia.
Con la restauración absolutista en España tras la vuelta de Fernando VII en 1814, Gavrina fue restituido en su cargo de nuncio con todos los parabienes. La Inquisición fue restablecida y Gravina participó activamente en la designación en septiembre de 1814 de Francisco Javier de Mier y Campillo, obispo de Almería, como nuevo inquisidor general, un clérigo fiel a Roma y al rey. En el informe que envió a Roma recomendando el nombramiento de Mier y Campillo escribió que era "prelado anciano, sabio, docto y virtuosísimo, que trato con facilidad y es muy adicto a la Nunciatura. La elección no podía ser mejor [...] Es otro triunfo de la Religión".
Fue sustituido en la nunciatura apostólica por Giacomo Giustiniani. Cuando dejó ese puesto en 1816 fue nombrado cardenal por Pío VII. Participó en el cónclave de 1823 en el que resultó elegido como nuevo papa León XII y en el de 1829 que eligió a Pío VIII. Al morir, su cuerpo fue expuesto en la Catedral de Palermo, dentro de un féretro diseñado por Palazzotto, y fue enterrado ahí en un monumento funerario del mismo arquitecto.